# Dejan Lazović
Dejan Lazović (Budva, Montenegro; 8 de febrero de 1990) es un waterpolista monetenegrino. Jugó para VPS pero actualmente está jugando para club italiano Pallanuoto Sport Management en 
posición de portero.